# Кућа у Античком Риму
Становници Рима живели су према сталежу и богатству у различитим типовима кућа. Најсиромашнији су били у инсулама, трошним грађевинама са великим бројем људи. Богатији су поседовали домусе, док су најбогатији често имали и виле.

## Инсула
Просечни људи су живели у стамбеним блоковима који се називају инсуле, врста стамбене зграде. Ту је смештена већина људи нижег или средњег сталежа, али и најбогатија из средње класе.
Инсуле су лошег квалитета, али су имали текућу воду и санитарије. Соба је могла бити у сопственом власништву или изнајмљивала. Грађене су од дрвета, блата, цигле а касније од примитивног бетона. Максимална висина била је око 20 метара.

## Домус
У старом Риму домус (множина: домус, генитив домус или доми) је био тип куће заступљен од стране виших класа и неких битнијих положаја у држави. Могао би се наћи у готово свим већим градовима широм римских територија. Савремена енглеска реч  потиче од латинске domesticus, који је изведен из речи домус. Реч дома у савременим словенским језицима значи "дом". 
Са домусом у граду, многи од најбогатијих породица старог Рима имали су и у власништву посебну кућу на селу познату као вила. Многи одлуче да живе чак искључиво само у својим вилама, ови домови су генерално много већи у обиму и налазе на већим хектара земљишта због више простора изван зидина утврђеног града.
Елитне класе римског друштва градиле су своје резиденције са мермерним украсима, мермерним облогама, Јамб вратима и стубовима, као и са скупоценим сликама и фрескама. Сиромашни и ниже средње класе Римљана живеле су у претрпаним, прљавим и углавном оронулим изнајмљеним становима, познатим као инсуле. Ови стамбени блокови на више нивоа су грађени као високо и чврсто збијене зграде како би било могуће одржавање и далеко је мањи статус и удобност него у приватним кућама које су градили богатији. Могла се видети у готово свим већим градовима широм римских територија. Модерна енглеска реч  потиче од латинског domesticus, који је изведен из речи domus. Реч дом у савременим словенским језицима значи "дом" и сродна је са латинским речима, јер има корене у Праиндоевропском језику.

## Вила
Римска вила је римска кућа изграђена за више класе. Постојале су две врсте вила. Урбана вила, била је сеоска вила углавном у близини Рима (или неког другог града). Вила Рустика је фармерска кућа, као што је касније могло да се види код енглеских сеоских кућа. 
Богати Римљани побегли би од летњих врућина у брда. Цицерон је имао најмање седам вила, од којих је најстарија била близу Арпинума, наследио ју је Плиније Млађи, који је такође имао три или четири виле.